# Erna Eifler
Erna Frida Eifler (Berlino, 31 agosto 1908 – Ravensbrück, 7 giugno 1944) è stata un'attivista tedesca, stenotipista, di fede comunista e combattente della resistenza, agente e corriere del GRU sovietico.
Nel 1942, Erna e Wilhelm Fellendorf, suo marito e agente del GRU, furono addestrati dai servizi segreti sovietici al sabotaggio, alla telegrafia senza fili e al paracadutismo. Nel maggio 1942, entrambi furono paracadutati nella Prussia orientale da un bombardiere russo, con missioni distinte per contattare i membri di un'organizzazione di resistenza berlinese, in seguito nota come Orchestra Rossa, e condurre delle operazioni di spionaggio. Il compito di Eifler a Berlino fu di ristabilire un contatto con Ilse Stöbe e, attraverso di lei, contattare Rudolf von Scheliha. Non riuscendo a portare a termine separatamente le loro missioni, si recarono ad Amburgo, dove furono nascosti dalla madre di Wilhelm. Entrarono in contatto con Bernhard Bästlein e si nascosero nel rifugio di Viktor Priess. La coppia fu finalmente arrestata dalla Gestapo. Dopo aver portato a termine un'operazione di Funkspiel, Eifler fu inviata al campo di concentramento di Ravensbrück, dove fu uccisa nel 1944 all'età di 35 anni.

## Biografia
La terzogenita Erna rimase orfana con i suoi quattro fratelli dopo che il padre, il litografo Hermann Eifler, morì nel 1919 e la madre nel 1922. Terminò la scuola e l'apprendistato per lavorare come stenografa. Si iscrisse alla Lega della Gioventù Comunista di Germania (KJVD), nel 1926 aderì all'Internazionale Comunista. Dal 1928 al gennaio 1930 lavorò per la delegazione commerciale sovietica ad Amburgo. Nel 1930, si trasferì a Mosca per lavorare come stenografa per la società Metallo-Import.

### Carriera
Tornò in Germania nel 1931, aderì al Partito Comunista di Germania (KPD) e lavorò in collaborazione con il chimico Walter Caro nell'AM Apparat, un dipartimento del KPD che raccoglieva informazioni sulle fabbriche. In questo periodo, lavorò anche come stenografa nel gruppo di Wilhelm Bahnick nell'apparato BB (Betriebs-Beobachtung, il dipartimento di osservazione operativa) del KPD, utilizzando il nome in codice Gerda Sommer. Anche Bahnick fu un membro tedesco dell'Internazionale Comunista.
Nel febbraio 1935, tornò in Unione Sovietica, dove lavorò per il Dipartimento V dell'intelligence dell'Armata Rossa. Dall'inizio del 1936 all'agosto del 1938, lavorò sotto copertura in Cina usando lo pseudonimo di Kaethe Glanz. Quando tornò nel 1938, fu addestrata come agente dei servizi segreti, completò il corso di telegrafia e di crittografia presso la scuola di intelligence dell'Armata Rossa a Skhodnya. Nell'agosto del 1939, fu inviata nei Paesi Bassi e allo scoppio della guerra rientrò di nuovo in Unione Sovietica, dove seguì un ulteriore addestramento sull'uso della radio e in paracadutismo a Petrovsk e Kuibyshev.

## Missione in Germania
Nella notte tra il 16 e il 17 maggio 1942, Eifler si paracadutò in una località vicina alla città di Allenstein, nella Prussia orientale assieme al marito Wilhelm e altri due agenti, Erwin Panndorf e Willi Börner. Erna e Wilhelm formarono un gruppo operativo, Panndorf e Börner formarono l'altro gruppo operativo: ciascun gruppo fu dotato di documenti d'identità, buoni pasto, denaro e un apparecchio radio per comunicare. Dopo circa 10 giorni, la coppia raggiunse Berlino. Lì, Wilhelm e gli altri due agenti effettuarono una ricognizione degli obbiettivi militari per determinare la forza e i movimenti delle truppe. Il compito principale di Eifler a Berlino fu di ristabilire un contatto con Ilse Stöbe e, attraverso di lei, contattare Rudolf von Scheliha. Le era stato fornito l'indirizzo di Stöbe, di Emil Hübner e di sua figlia, Frida Wesolek. Tuttavia, Eifler scoprì che Stöbe lavorava a Dresda e non riuscì a mettersi in contatto né con Hübner né con Wesolek.
Eifler e Fellendorf non trovarono una sistemazione permanente e decisero quindi di recarsi ad Amburgo, dalla madre di Fellendorf, nella speranza di trovare qualche collegamento con i comunisti del posto. Una volta stabilitisi ad Amburgo, cercarono di recuperare i loro apparecchi radio nascosti e scoprirono che erano scomparsi. Dopo aver incontrato Walter Gersmann, un altro paracadutista che era stato lanciato tra il 18 e il 19 maggio, vennero a sapere che era stato catturato dalla Gestapo e che stava operando come agente doppiogiochista. Aveva rivelato la posizione degli apparecchi radio e questi erano stati requisiti dalla Gestapo.
Grazie a dei contatti comuni, riuscirono a incontrare Bernhard Bästlein, appartenente al gruppo comunista Bästlein-Jacob-Abshagen. Inizialmente, Bästlein pensò che fossero dei provocatori e non ne fece mistero, li indirizzò all'ufficiale dei servizi segreti dell'Armata Rossa Viktor Priess, che apparteneva alla stessa organizzazione di Bästlein. Insieme a sua madre, Marie Priess e a suo fratello Heinz, nascosero Eifler e Fellendorf nell'appartamento di Marie, utilizzato come rifugio. Durante il soggiorno nel rifugio, Eifler e Fellendorf prepararono un rapporto di 5 pagine intitolato: "Stato Maggiore dell'Armata Rossa, Dip. V, all'attenzione del Gen. Bolshakov", datato 10 settembre 1942, con una descrizione meticolosa delle attività dei paracadutisti tenute fino a quel momento. Nel rapporto, Eifler cercò di affrontare la fonte del tradimento che aveva portato all'arresto degli altri agenti. Nel rapporto si ponevano diversi quesiti che potevano avere risposta solo ammettendo il tradimento del "quartier generale di Mosca", dimostrando quindi come la Gestapo fosse venuta a conoscenza del luogo di atterraggio, dei veri nomi dei paracadutisti e delle informazioni errate sul gruppo che Eifler avrebbe dovuto contattare e sui contatti non aggiornati a Berlino che Eifler stessa avrebbe dovuto utilizzare. Sulla base di questi quesiti, Eifler e Fellendorf sperarono di ottenere un chiarimento. Bästlein ottenne le disposizioni per inoltrare il rapporto tramite un corriere, ma fu intercettato dalla Gestapo.

## Arresto, detenzione e morte
Eifler venne arrestata ad Amburgo il 15 ottobre 1942 insieme a Marie e Heinz Priess. Il 20 ottobre fu trasportata in treno, scortata dalla Gestapo, e imprigionata nella prigione di Alexanderplatz a Berlino dove fu sottoposta a un pesante interrogatorio da parte dell'ufficiale della Gestapo Walter Habecker. Fellendorf fu arrestato il 28 ottobre e fucilato dalla Gestapo il giorno stesso.
Eifler partecipò a un'operazione tedesca di Funkspiel continuata fino al marzo 1945.
L'8 aprile, o il 7 giugno, o il 7 luglio del 1944, all'età di 35 anni, Eifler fu fucilata nel campo di concentramento di Ravensbrück.